# EN 13300
Die Norm EN 13300 beschreibt eine qualitative Einteilung von Wand- und Deckenfarben. Ihr Titel lautet Beschichtungsstoffe - Beschichtungsstoffe für Wände und Decken im Innenbereich - Einteilung.
Die Norm teilt die Farben nach vorgesehener Anwendung und Bindemitteltyp ein und definiert folgende Kriterien zur Unterscheidung:

## Kontrastverhältnis (Deckvermögen)
- Klasse 1 = ≥ 99,5
- Klasse 2 = 98 ≤ X < 99,5
- Klasse 3 = 95 ≤ X < 98
- Klasse 4 = < 95

Die Einteilung in die Klassen erfolgt über die Angaben der Hersteller zur Ergiebigkeit in m²/Liter.
Dabei entspricht z. B. ein Kontrastverhältnis der folgenden Klassen ca. einer Ergiebigkeit von:
- Klasse 1 – ab 7 m² je Liter
- Klasse 2 – 5 bis 7 m² je Liter

In der Praxis ist beim Kauf einer Farbe darauf zu achten, dass die Herstellerangaben oft von dem Kontrastverhältnis nach EN 13300 abweichen. Im Zweifelsfall kann man einer Beschriftung Deckvermögen: Klasse 1 nach EN 13300 trauen. Diese Farbe wird also sehr gut decken.

## Glanz
Die Kategorie mittlerer Glanz darf auch weiterhin als seidenmatt und seidenglänzend bezeichnet werden.
Bezeichnung Reflexionswert
- Glänzend (G1) = ≥ 60 (Messwinkel 60°)
- Mittlerer Glanz (G2a) = 10 ≤ X < 60 / < 10 (Messwinkel 60°)
- Mittlerer Glanz (G2b) = ≥ 10 (Messwinkel 85°)
- Matt (G3) = 5 < X < 10 (Messwinkel 85°)
- Stumpfmatt (G4) = < 5 (Messwinkel 85°)

## Maximale Korngröße
Unterscheidungskriterium der wasserhaltigen Beschichtungsstoffe, für die der Geltungsbereich der EN 13300 erweitert wurde.
Angegeben sind die Korngröße in Mikrometer (μm) sowie der Anwendungszweck:
- Fein bis 100 μm – Innendispersionsfarben
- Mittel bis 300 μm – Streichputze
- Grob bis 1500 μm – feine Strukturputze

## Nassabriebbeständigkeit
Die Nassabriebbeständigkeit beschreibt die Reinigungsfähigkeit (Wasch- bzw. Scheuerbeständigkeit) von Wandfarben und ist ein Maß für die Widerstandsfähigkeit gegen mechanischen Abrieb (z. B. beim Reinigen der Oberfläche).
Nach EN 13300 ist sie in fünf Klassen unterteilt. Klasse 1 bezeichnet höchste, Klasse 5 die geringste Nassabriebbeständigkeit.
Die Klasse 2 wurde früher nach DIN 53778 als „scheuerbeständig“, die Klasse 3 als „waschbeständig“ bezeichnet.
Die genaue Beschreibung:
- Klasse 1:	≤ 5 μm bei 200 Scheuerzyklen
- Klasse 2:	> 5 μm und ≤ 20 μm bei 200 Scheuerzyklen
- Klasse 3:	> 20 μm und ≤ 70 μm bei 200 Scheuerzyklen
- Klasse 4:	≤ 70 μm bei 40 Scheuerzyklen
- Klasse 5:	> 70 μm bei 40 Scheuerzyklen